# Langen (Hesja)
Langen − miasto w Niemczech, w kraju związkowym Hesja, w rejencji Darmstadt, w powiecie Offenbach. 30 września 2015 liczyło 36 277 mieszkańców.